# Kabinett S. Kallas
Regierung der Republik Estland unter Ministerpräsident Siim Kallas (Kabinett S. Kallas)
Amtszeit: 28. Januar 2002 bis 10. April 2003
| Ressort                                  | Name              | Amtszeit              | Partei         |
| ---------------------------------------- | ----------------- | --------------------- | -------------- |
| Ministerpräsident                        | Siim Kallas       | 28.01.2002–10.04.2003 | Reformierakond |
| Bildungs- und Forschungsministerin       | Mailis Rand       | 28.01.2002–10.04.2003 | Keskerakond    |
| Justizminister                           | Märt Rask         | 28.01.2002–10.04.2003 | Reformierakond |
| Verteidigungsminister                    | Sven Mikser       | 28.01.2002–10.04.2003 | Keskerakond    |
| Umweltminister                           | Heiki Kranich     | 28.01.2002–10.04.2003 | Reformierakond |
| Kulturministerin                         | Signe Kivi        | 28.01.2002–29.11.2002 | Reformierakond |
| Kulturminister                           | Margus Allikmaa   | 03.09.2002–10.04.2003 | Reformierakond |
| Wirtschafts- und Infrastrukturministerin | Liina Tõnisson    | 28.01.2002–10.04.2003 | Keskerakond    |
| Landwirtschaftsminister                  | Jaanus Marrandi   | 28.01.2002–10.04.2003 | Keskerakond    |
| Finanzminister                           | Harri Õunapuu     | 28.01.2002–10.04.2003 | Keskerakond    |
| Innenminister                            | Ain Seppik        | 28.01.2002–03.02.2003 | Keskerakond    |
| Innenminister                            | Toomas Varek      | 10.02.2003–10.04.2003 | Keskerakond    |
| Sozialministerin                         | Siiri Oviir       | 28.01.2002–10.04.2003 | Keskerakond    |
| Außenministerin                          | Kristiina Ojuland | 28.01.2002–10.04.2003 | Reformierakond |
| Minister ohne Geschäftsbereich           | Toivo Asmer       | 28.01.2002–10.04.2003 | Reformierakond |
| Minister ohne Geschäftsbereich           | Eldar Efendijev   | 28.01.2002–10.04.2003 | Keskerakond    |